# Min Ayahana
Min Ayahana (jap. 彩花 みん Ayahana Min; ur. 3 lutego 1963 w Nanao) – japońska mangaka. 
Jej debiutancką mangą była Warera High School Hero opublikowana jesienią 1991 r. w magazynie „Ribon”. Najbardziej znaną jej pracą jest Akazukin Chacha.

## Prace
- Gonta o Korose! — zbiór krótkich historyjek:
  - Gonta o Korose!
  - Tatakae!! Shyness Boy
  - Yumemiru Tenori Shōjo
  - Aoi Hane no Tenshi
  - Warera High School Hero
- Akazukin Chacha
- Pyon — zbiór krótkich historyjek:
  - Pyon
  - Oni Love
  - Kuseke Onna
  - Nekketsu Yōji Senki
  - Moomba Doll
- Toro to Issho! Anshin Anzen Book

### Prace rozproszone
- Nezumin ga Chū
- Suppin Mama
- Chiromiro no Hana
- Cyborg nyaron
- Kichune
- Obakeya-san
- Ashita wa Otenki
- Kaisha
- Chokkori Hoshi 3 Kyōdai